# Ace Ventura en Afrique
Pour les articles homonymes, voir Ace Ventura.
Série Ace Ventura
Ace Ventura, détective chiens et chats
(1994) Ace Ventura Jr., détective chiens et chats
(2009)
Pour plus de détails, voir Fiche technique et Distribution.
Ace Ventura en Afrique (Ace Ventura: When Nature Calls), ou Ace Ventura : L'Appel de la nature au Québec, est un film américain réalisé par Steve Oedekerk sorti en 1995.
Il fait suite à Ace Ventura, détective chiens et chats sorti un an auparavant. En 2009, un troisième volet nommé Ace Ventura Jr., détective chiens et chats sort en téléfilm mais sans Jim Carrey.

## Synopsis
Parce qu'il n'a pas pu sauver un raton laveur perdu en haute montagne, Ace Ventura s'est retiré dans une lamaserie au Tibet. Mais, à la faveur d'une nouvelle mission, Ace Ventura part en Nibia, un pays imaginaire d'Afrique, mettre la main sur une chauve-souris blanche sacrée disparue, Chickaka, avant qu'un conflit n'éclate entre les tribus Wachati et Wachootoo.

## Fiche technique
- Titre français : Ace Ventura en Afrique
- Titre original : Ace Ventura: When Nature Calls
- Titre québécois : Ace Ventura : L'Appel de la nature
- Réalisation : Steve Oedekerk
- Scénario : Steve Oedekerk, d'après les personnages créés par Jack Bernstein
- Musique : Robert Folk
- Direction de la photographie : Donald E. Thorin
- Montage : Malcolm Campbell
- Production : James G. Robinson et Andrew G. La Marca (co)
  - Production déléguée : Gary Barber
  - Production associée : Bob Israel
- Sociétés de production : Morgan Creek Productions et O Entertainment
- Distribution : Warner Bros. Entertainment
- Année de production : 1995
- Pays de production :  États-Unis
- Langue originale : anglais
- Format : couleur - 2,35:1 Cinémascope - 35 mm - son Dolby SR / Dolby SR / DTS / SDDS
- Genre : comédie
- Durée : 90 minutes
- Dates de sortie :
  - États-Unis : 10 novembre 1995
  - Royaume-Uni : 26 décembre 1995
  - France : 10 juillet 1996

## Distribution
- Jim Carrey (VF : Emmanuel Curtil ; VQ : Daniel Picard) : Ace Ventura
- Ian McNeice (VF : Gérard Boucaron ; VQ : Luis de Cespedes) : Fulton Greenwall
- Simon Callow (VF : Gérard Rinaldi ; VQ : Jean Gaultier) : Vincent Cadby
- Bob Gunton (VF : Michel Ruhl ; VQ : Yves Massicotte) : Burton Quinn
- Maynard Eziashi (VQ : Daniel Lesourd) : Ouda
- Adewale Akinnuoye-Agbaje : Hitu
- Sophie Okonedo (VF : Maïk Darah ; VQ : Geneviève De Rocray) : la princesse Wachati, maitresse de Ace Ventura
- Bruce Spence (VF : Michel Dodane) : Gahjii, le chasseur
- Andrew Steel (VF : Patrick Messe) : Mick Katie, le chasseur
- Arsenio 'Sonny' Trinidad (VF : Jim Adhi Limas) : le moine Ashram
- Michael Reid MacKay (VF : Pierre Baton) : le mari maigre alias colonel Moutarde (The Monopoly Guy en V.O.)
- Kristin Norton : la fiancée pompeuse du colonel Moutarde
- Kayla Allen : l’hôtesse dans l'avion
- Ken Kirzinger (VF : Patrick Noérie) : le pilote de l'hélicoptère
- Tom Grunke : Derrick McCane
- Damon Standifer : le chef Wachati
- Sam Motoana Phillips : le chef Wachootoo
- Danny D. Daniels : le sorcier Wachootoo
- Tommy Davidson : le petit guerrier Wachootoo
- Binks : Spike, le singe
- Dixie : Boba, l'éléphant

## Musique
La musique originale est composée par Robert Folk. La bande originale est sortie sous le titre Ace Ventura: When Nature Calls Soundtrack.

## Autour du film
- Le début du film est une parodie de Cliffhanger : Traque au sommet (1993) avec Sylvester Stallone.
- Bien qu'il se déroule en Afrique, le film a été tourné dans la région de Charleston (Caroline du Sud), ainsi qu'à San Antonio (Texas) et en Colombie-Britannique (Canada).
- Jim Carrey a remporté le MTV Movie Award du meilleur acteur comique. Il avait déjà été nommé pour cette récompense pour l'opus précédent, mais avait perdu face à Robin Williams. C'est la deuxième fois qu'il reçoit ce prix, après Dumb and Dumber (1994).
- Dans la version originale, quand Ace roule à toute vitesse dans la jungle, il chante l'air entendu dans le film Chitty Chitty Bang Bang (1968).
- Dans la version française européenne, Ace Ventura surnomme le mari de la femme à la fourrure le « colonel Moutarde », un personnage de Cluedo.  Il lui demande : « L'arme à feu ou le vieux poignard ? » et lui fait dire après l'avoir assommé :  « Finalement, le coupable c'était le colonel Moutarde ! ». Dans la version originale, il lui dit qu'il ressemble au bonhomme du Monopoly. Il le remercie « pour le parking gratuit » et lui fait dire : « Ne passez pas par la case Départ et ne prenez pas 20 000 dollars ! ».
- L’éléphant du film est un éléphant d’Asie (petites oreilles) alors que l’action est censée se situer en Afrique.

## Versions alternatives
Lors des rediffusions à la télévision américaine, la scène où Ace Ventura doit sortir d'un faux rhinocéros a été modifiée. On ne le voit pas sortir de la machine, on l'entend seulement crier tandis que la caméra montre les visages dégoûtés de la famille qui observe. Un plan montre Ace se lever et crier « Man, was I lost ! ».
La version sortie au Royaume-Uni est plus courte. Les scènes coupées sont les suivantes :
- Certains éléments de l'accident du raton-laveur.
- La réplique « Excusez-moi, je pense qu'on voit vos coucougnettes. Bienvenue chez moi ! » de Ace à un membre de la tribu Wachati
- Ace qui renifle avant de cracher au visage du chef du village.
- La scène où Greenwall surprend Ace en train de se masturber.
- Des images qui montrent Ace qui appuie sur son œil en interrogeant Quinn.
- Ace qui met son bras au fond de la gorge d'un homme pour récupérer un trognon de pomme puis qui appuie sur le ventre d'une femme pour faire sortir son bébé.
- Le guerrier Wachootoo qui arrache les flèches des jambes d'Ace Ventura.

## SagaAce Ventura
Outre Ace Ventura en Afrique, on compte (tous supports compris) :
- Ace Ventura, détective pour chiens et chats (Ace Ventura 1: Pet Detective) de Tom Shadyac avec Jim Carrey (1994)
- Ace Ventura, série télévisée animée de 39 épisodes de 30 minutes chacun (1996)
- Ace Ventura Jr., détective chiens et chats, téléfilm, de David M. Evans (2008)
- Ace Ventura: Pet Detective, jeu vidéo sur Windows (jeu d'aventure de 7th Level)
- Ace Ventura Pet Detective: The Case of the Serial Shaver, jeu vidéo